# ドリュー・カスパー
ドリュー・カスパー（Drew Kasper、1996年5月13日 - ）は、アメリカ合衆国オハイオ州レキシントン出身のプロレスラー。現在は、WWEでブルータス・クリード（Brutus Creed）のリングネームで活動。

## 来歴

### WWE
2021年2月、カスパーは、WWEトライアウトに参加し、WWEと3年契約を結んだ。その後、フロリダ州オーランドのWWEパフォーマンスセンターに配属さた。2021年6月、兄ジェイコブとカスパーは、それぞれリングネームを、ブルータス・クリード、ジュリアス・クリードと改名。8月、ロデリック・ストロングとチームを組み、ダイアモンド・マインを結成。8月24日放送のNXTで、チャッキー・ヴィオラとパクストン・アベリルを破った。
2022年2月15日のNXTベンジェンス・デイで、クリード・ブラザーズは、MSKを破り、男子ダスティ・ローデス・タッグチーム・クラシックに優勝。6月4日のNXTイン・ユア・ハウスで、プリティ・デッドリーを破り、NXTタッグチーム王座を獲得。9月4日のWorlds Collideで、クリード・ブラザーズは、再戦で、プリティ・デッドリーと対戦したが、タイトル保持には、至らなかった。試合中、ダイヤモンド・マインメンバーである、デーモン・ケンプが、クリード・ブラザーズを裏切る。9月27日、元メンバーのケンプと対戦し、失格により勝利。11月8日、クリードは、ケンプと5分戦で対戦したが、敗北。

## 得意技

### フィニッシュ・ホールド
スライディング・ラリアット
尻餅をついた相手の首元に、助走してスライディングをするように体を滑り込ませながらラリアットを叩きつける。

### 打撃技
ヨーロピアン・アッパー
ドロップキック

### 投げ技
パワースラム
スパインバスター
ガットレンチン・スープレックス
相手の胴をサイドからクラッチして相手を引っこ抜いて180度ひっくり返すように投げる。レスリングにおける「俵返し」。
ボディスラム
ファイヤーマンズキャリー
ファイヤーマンズキャリー・スロー
相手の片腕を取り、その脇に自分の頭を入れて片腕をクラッチしたまま横に投げる。

## 獲得タイトル
WWE
- NXTタッグチーム王座 : 1回（w /ジュリアス・クリード

## 入場曲
- All Rise
- The Tide Is Turning